# Saint Louis University
La Saint Louis University è un'università statunitense con sede a Saint Louis, in Missouri.

## Storia
L'università è una delle più antiche in tutta la nazione, fu fondata nel 1818 come Saint Louis Academy, due anni dopo cambiò la propria denominazione in Saint Louis College per poi assumere l'attuale nome nel 1932; da oltre trent'anni l'ateneo ha una sede a Madrid, è stato il primo istituto straniero ad avere una sede riconosciuta in Spagna.

## Sport
I Billikens, che fanno parte della NCAA Division I, sono affiliati all'Atlantic 10 Conference. La pallacanestro, il calcio e il baseball sono gli sport principali, le partite interne vengono giocate all''Hermann Stadium e indoor alla Chaifetz Arena.

### Pallacanestro
Nonostante qualche buona stagione Saint Louis non può essere considerata una potenza della pallacanestro universitaria, conta 9 apparizioni nella post-season, il miglior risultato sono le Elite Eight raggiunte nel torneo del 1952.